# Bugel (Polokarto)
Bugel is een bestuurslaag in het regentschap Sukoharjo van de provincie Midden-Java, Indonesië. Bugel telt 3233 inwoners (volkstelling 2010).